# Martha's Vineyard
Martha's Vineyard (Noepe en la llengua wampanoag) és una illa que està situada a la costa est dels Estats Units, al costat de la petita Chappaquiddick Island, al sud de Cape Cod, formant part d'altres regions perifèriques. Sovint és referida amb el nom de "the Vineyard" (la Vinya). Amb una àrea de terreny de 231,75 km², Martha's Vineyard és l'illa número 57 més gran dels Estats Units i la tercera més gran del litoral americà a l'est.
Està localitzada al comtat de Dukes, Massachusetts, la qual inclou també Cuttyhunk i altres com les Illes Elizabeth de la mateixa manera que l'illa de Nomans Land. Va ser seu d'una coneguda comunitat de sords nord-americans, en conseqüència, es va crear un llenguatge de signes desenvolupat a l'illa de Martha's Vineyard.
L'illa és coneguda principalment com una colònia d'estiu, i només és accessible per mar i aire. No obstant això, la seva població anual ha augmentat considerablement des dels anys 60. Un estudi de la Comissió de Martha's Vineyard va descobrir que el cost de viure a l'illa és un 60% més car que la mitjana nacional i els preus de l'habitatge tenen un 96% més de valor econòmic.

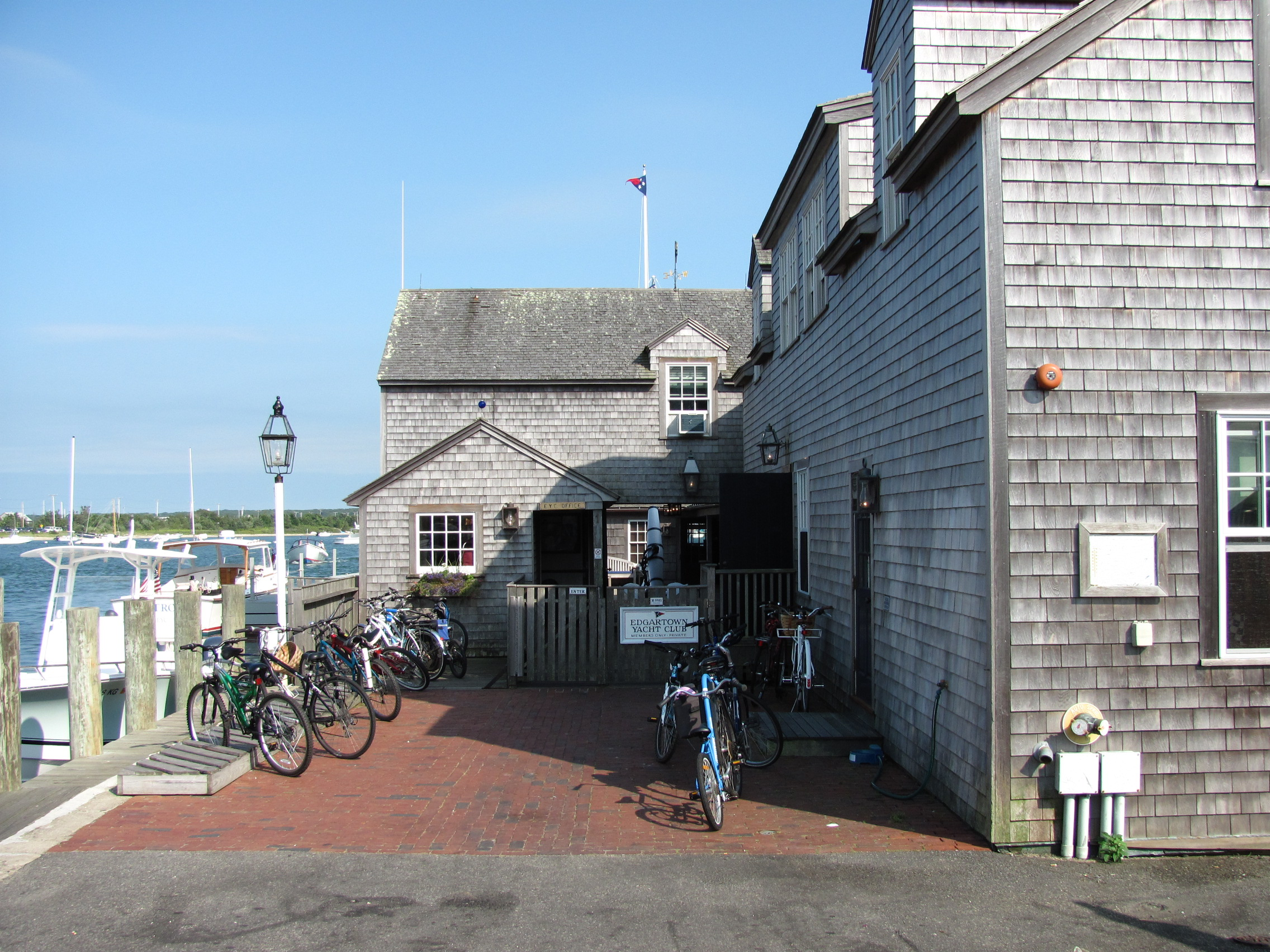
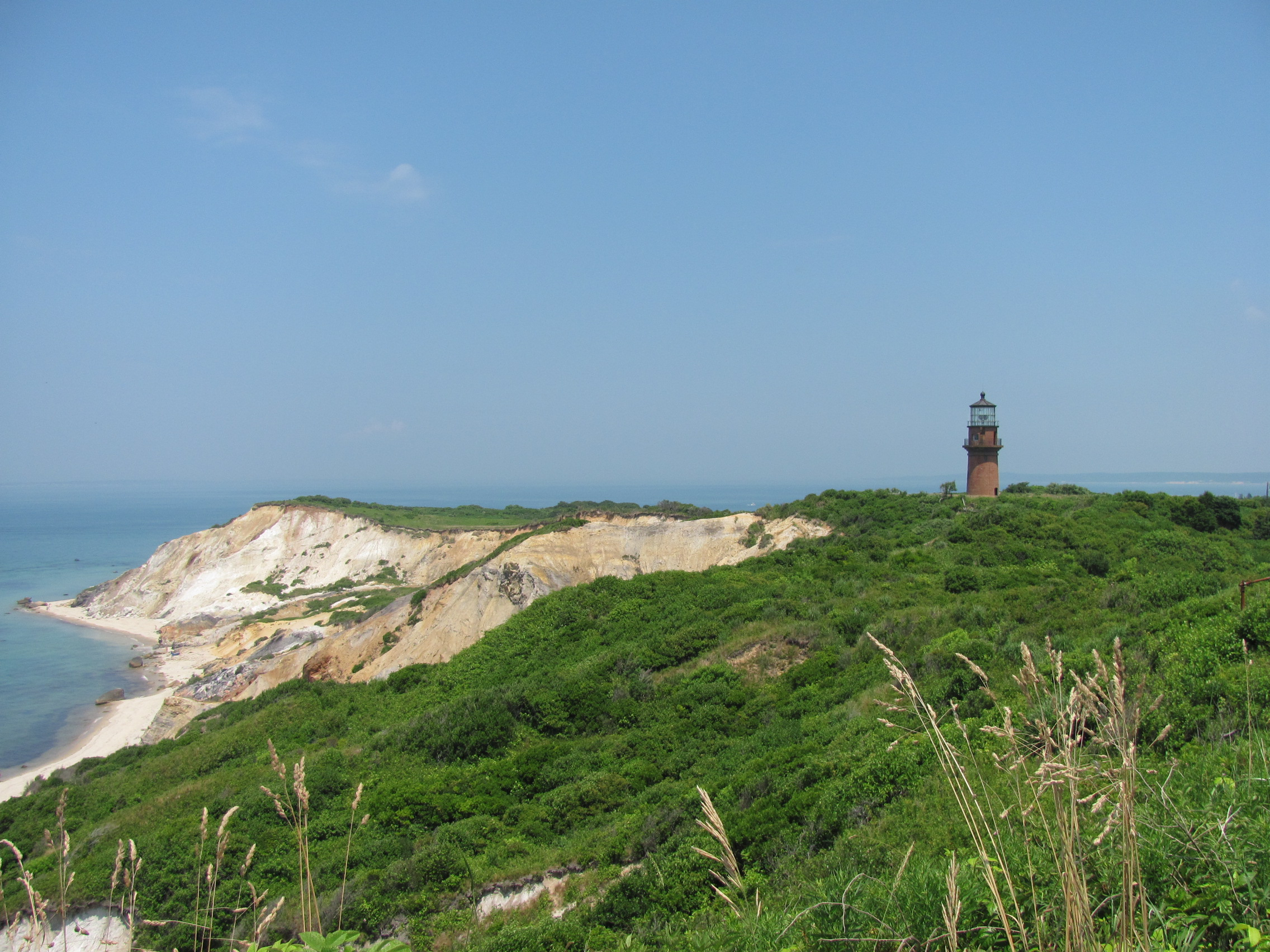
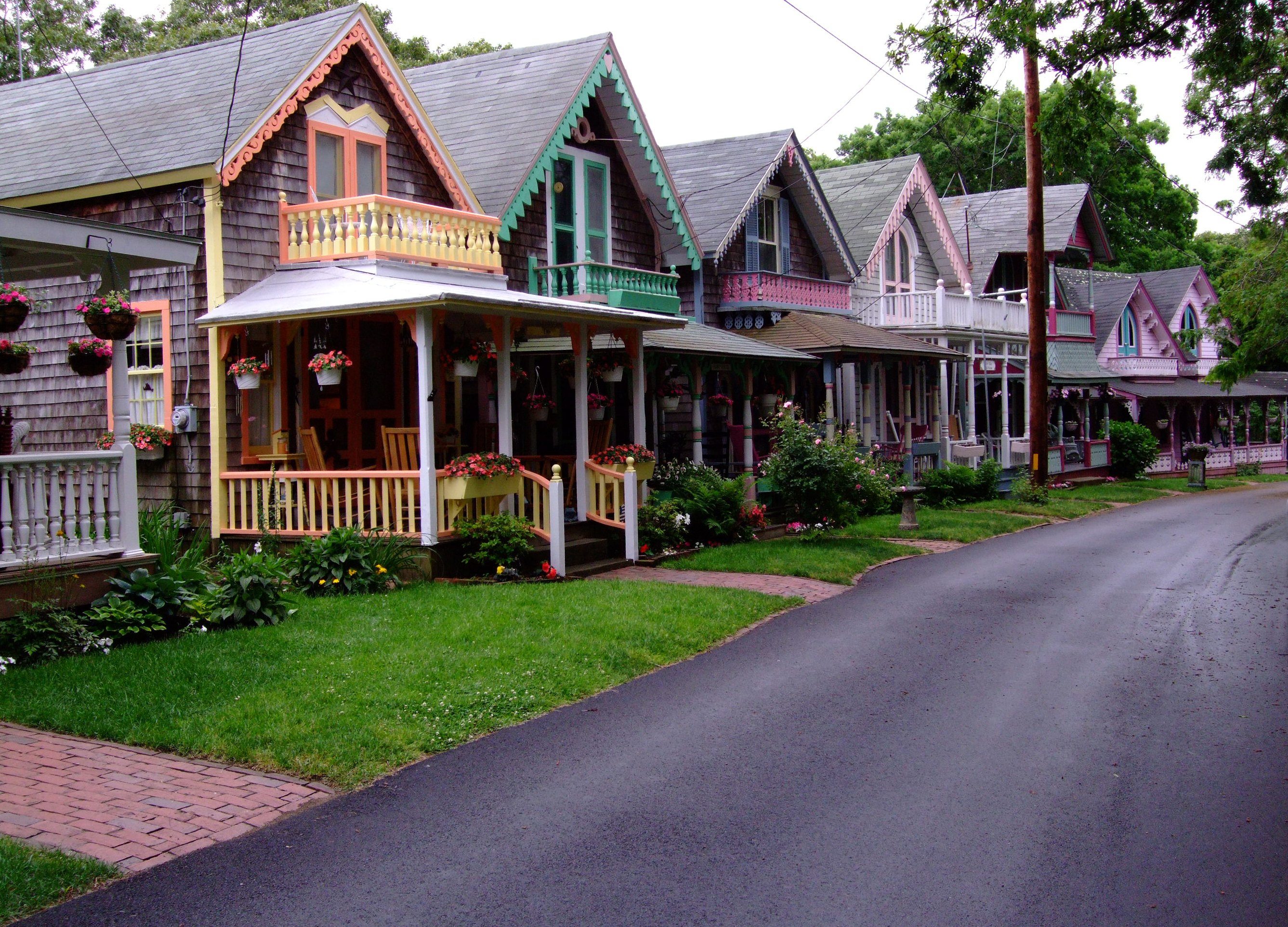